# Paraeuchaeta eminens
Paraeuchaeta eminens is een eenoogkreeftjessoort uit de familie van de Euchaetidae. De wetenschappelijke naam van de soort is voor het eerst geldig gepubliceerd in 1968 door Tanaka & Omori.